# Nodocion
Nodocion es un género de arañas araneomorfas de la familia Gnaphosidae. Se encuentra en  Norteamérica y la India. 

## Lista de especies
Según The World Spider Catalog 12.0:
- Nodocion eclecticus Chamberlin, 1924
- Nodocion floridanus (Banks, 1896)
- Nodocion mateonus Chamberlin, 1922
- Nodocion rufithoracicus Worley, 1928
- Nodocion solanensis Tikader & Gajbe, 1977
- Nodocion tikaderi (Gajbe, 1993)
- Nodocion utus (Chamberlin, 1936)
- Nodocion voluntarius (Chamberlin, 1919)